# Mariano del Todo y Herrero
Mariano del Todo y Herrero (Madrid, 1855-Madrid, 1928) fue un periodista, funcionario y abogado español, que frecuentó la prensa taurina.

## Biografía
Nació el 26 de septiembre de 1855 en Madrid. Abogado, funcionario público y periodista, fundó en Albacete el periódico La Mar y en Madrid fue durante muchos años redactor de La Lidia, habiendo colaborado también en El Sinapismo de Madrid, La Revista de Alicante y otros periódicos taurinos, en los que solía firmar con el seudónimo «Don Cándido». Fue también colaborador de La Niñez y El Mundo de los Niños. Falleció en julio de 1928 en su ciudad natal.